# ماریا ریمین
ماریا ریمین (اوکراینی: Марія Рємєнь؛ ۲ اوت ۱۹۸۷) دونده اهل اوکراین است.
وی در مسابقات کشوری و بین‌المللی در مجموع برندهٔ ۴ مدال طلا، ۱ مدال نقره، ۲ مدال برنز شده‌است.